# Wahlen zum Expertenrat des Iran 1982
Die Wahlen zum Expertenrat des Iran 1982 fanden am 10. Dezember 1982 statt und waren die ersten Wahlen zum Expertenrat nach der Islamischen Revolution in Iran.

## Ergebnis
|                               | Stimmen    | Anteil in % |
| ----------------------------- | ---------- | ----------- |
| Wahlberechtigte               | 23.277.871 | 100         |
| Wähler                        | 18.013.061 | 77,38       |
| registrierte Kandidaten       | 168        | 100         |
| zugelassene Kandidaten        | 146        | 86,9        |
| gewählte männliche Kandidaten | 82         |             |

Im Wahlbezirk der Provinz Markazi kam es zu einer Wahlbeteiligung von 132,24 %. Dies wird damit erklärt, dass in Iran der Wähler nicht nur an seinem Wohnsitz, sondern – z. B. als Besucher/Pilger – überall abstimmen darf. Der erste Expertenrat tagte am 13. Juli 1983; dabei wurde von einer Kommission eine Satzung für den Expertenrat ausgearbeitet.